# Сент-Асаф
Сент-А́саф (валл. Llanelwy, англ. St Asaph) — місто (сіті) і община, розташоване на річці Елві в графстві Денбігшир, Уельс, Велика Британія. За переписом населення в 2001 році населення становило 3,491 осіб.